# Maria Vandamme (roman)
Pour les articles homonymes, voir Maria Vandamme.
Maria Vandamme est un roman de Jacques Duquesne paru en 1983 aux éditions Grasset et ayant reçu le Prix Interallié la même année. Ce roman a été adapté pour la télévision avec la série télévisée Maria Vandamme de Jacques Ertaud de 1989.

## Résumé
Maria est une jolie femme née dans les Flandres sous le second Empire de Napoléon III. Orpheline, elle travaille dans une ferme où elle sera abusée, puis recueillie dans une maison de couture où elle sera sujet de jalousie de la patronne, et dans un bordel qu'elle enflammera pour s'enfuir. Elle arrivera comme servante de la famille Rousset de Lille, riche industriel du textile, où elle rencontrera son futur mari Aloïs, chauffeur et petit trafiquant, et son amant Blaise, maçon et militant républicain de la cause ouvrière. Une histoire d’amour entre Maria et Blaise sur fond d’Histoire puisqu’ils vivront les premières grèves ouvrières, la guerre franco-prussienne de 1870 et la Commune de Paris en 1871.

## Éditions
- Maria Vandamme, Éditions Grasset, 1983  (ISBN 2-246-30441-5).